# 위덕왕
위덕왕(威德王, 525년 ~ 598년 12월)은 백제의 제27대 국왕(재위: 554년~598년)이다. 성은 부여(扶餘), 휘는 창(昌)으로, 성왕의 맏아들이다.
577년 사망한 왕자를 위해 절을 창건했고, 왜에 경론과, 대대적인 학자와 율사 · 선사 · 비구니 · 주금사 등 승려 집단, 불상 만드는 기술자, 사찰을 지을 목수들을 파견했다. 이때부터 일본에서는 절과 부처 등을 만들었다. 그 뒤, 금속공예사, 기와 굽는 기술자들까지 건너갔다. 583년에는 비다쓰 천황의 요청으로 고승 일라가 건너갔다. 584년 백제는 다시 왜국에 불상 1구와 미륵상 1구를 보냈다. 588년, 백제는 불사리(佛舍利)와 승려 여섯 명, 노반박사(鑪盤博士)로서 장덕 백매순(白昧淳), 와박사(瓦博士)로서 마나문노(麻奈文奴) · 양귀문(陽貴文) · 석마제미(昔麻帝彌) 등 네 명, 화공(畵工) 한 명 등 사찰 건설에 필요한 기술자를 왜에 파견하였다.

## 생애

### 정치적 위기
554년에 성왕이 전사하자 30살의 나이로 즉위하였다. 그는 태자 시절부터 국정에 참여하였고, 신라가 강성하여 한강 유역을 정복했을 때는 정벌론을 펼쳤다. 이에 성왕이 대신라 공격을 결심하자, 554년 자신이 선봉을 서서 관산성 공략에 나섰다. 많은 신하가 반대하였으나, 창은 주장을 굽히지 않고 고집스럽게 관산성을 공격했다. 성왕은 성과가 없는 태자를 위로하기 위해 밤길을 달려가다 신라의 장군 김무력의 공격을 받아 전사하였는데, 창은 평생 죄책감에 시달리고 반성하며 승려가 되려고 하였다. 하지만 신하들이 또 강력하게 만류하자 창은 뜻을 포기하였다. 그는 성왕의 삼년상을 치르고 557년 왕위를 승계했는데, 승계를 미룬 이유는 부왕이 죽은 것에 대한 참회의 의미로 보인다.
성왕이 전사하여 나라가 약해진 가운데 그는 국정을 맡자마자 고구려의 침입을 받아야 했다. 고구려는 554년 음력 10월에 군대를 이끌고 쳐들어왔는데, 이는 성왕이 죽은 지 불과 3개월 만이었다. 고구려는 신라가 길을 열어주자, 단숨에 웅진성까지 달려와 백제를 위협하였다. 남부여의 옛 도읍이자 군사적 요충지인 웅진성은 사비성에서 불과 한나절 거리도 떨어져 있지 않은 곳이었다. 위덕왕은 총력전을 펼쳐 가까스로 고구려군을 막아내었지만, 고구려의 재침공을 염려하지 않을 수 없었다.

### 신라 공격 실패
위덕왕은 가야와 왜에 밀사를 파견하여 신라에게 빼앗긴 가야 땅을 다시 빼앗을 방법을 모색하였고, 결국 561년 음력 7월에 신라를 공격했다.
그러나, 백제군은 신라의 반격에 밀려 1천명의 사망자를 내고 크게 패배하였다. 백제를 물리친 신라는 승기를 타고 가야를 공격했다. 이사부가 이끈 신라 정예군은 화랑 사다함을 앞세워 단기간에 가야 전역을 휩쓸어버렸고, 신라는 가야 연맹 전체를 정복하였다.

### 군사적 후퇴
신라의 승리로 전쟁이 끝나자, 위덕왕은 위기를 모면하기 위해 외교적으로 고구려를 고립시키는 전략을 세웠다. 수나라가 진나라를 몰락시킬 당시, 수나라의 전함 한 대가 탐라에 표류해왔는데, 위덕왕은 그들의 배를 수리해주고, 조공을 가득 채워서 함께 돌려보냈다. 양견은 이 일로 위덕왕을 가벼이 여기고, 굳이 사신을 보내고 조공을 바치는 일을 하지 않아도 된다는 조서를 내리기까지 하였다.
정황을 살피며 수나라에 고구려 공격을 요청할 기회를 엿보고 있던 위덕왕은 598년 수나라와 고구려가 요동을 놓고 전쟁을 벌이자, 사신을 파견하여 고구려는 예의가 없고 오만한 나라라고 비난하였다. 그리고 만약 수나라가 다시 고구려를 친다면 백제가 도와주겠다는 제의를 했다. 그러나 양견은 아직 고구려를 재침할 여력이 없다고 판단하고, 위덕왕의 제의를 거절하였다.
한편, 백제가 수나라에게 고구려를 치도록 선동하고 있다는 사실을 전해들은 고구려는 즉시 병력을 동원하여 보복을 감행하고 돌아갔다. 곤경에 빠진 위덕왕은 아우(혜왕)에게 선위한 후 74세의 나이로 눈을 감았다.

## 가계
|  |  |                   |                   |                   |                   |                   |                   |  |  |  |  |  |  |      |      |      |      |      |      |  |  |  |  |  |  | 성왕 聖王         |                   |                   |                   |                   |                   |  |  |  |  |  |  |           |           |           |           |           |           |  |  |  |  |  |  |                   |                   |                   |                   |                   |                   |  |  |  |  |  |  |               |               |               |               |               |               |  |  |  |  |  |  |  |  |  |  |  |  |  |  |  |  |  |  |  |  |  |  |  |  |  |  |
|  |  |                   |                   |                   |                   |                   |                   |  |  |  |  |  |  |      |      |      |      |      |      |  |  |  |  |  |  |                   |                   |                   |                   |                   |                   |  |  |  |  |  |  |           |           |           |           |           |           |  |  |  |  |  |  |                   |                   |                   |                   |                   |                   |  |  |  |  |  |  |               |               |               |               |               |               |  |  |  |  |  |  |  |  |  |  |  |  |  |  |  |  |  |  |  |  |  |  |  |  |  |  |
|  |  |                   |                   |                   |                   |                   |                   |  |  |  |  |  |  |      |      |      |      |      |      |  |  |  |  |  |  |                   |                   |                   |                   |                   |                   |  |  |  |  |  |  |           |           |           |           |           |           |  |  |  |  |  |  |                   |                   |                   |                   |                   |                   |  |  |  |  |  |  |               |               |               |               |               |               |  |  |  |  |  |  |  |  |  |  |  |  |  |  |  |  |  |  |  |  |  |  |  |  |  |  |
|  |  |                   |                   |                   |                   |                   |                   |  |  |  |  |  |  |      |      |      |      |      |      |  |  |  |  |  |  | 위덕왕 威德王     | 위덕왕 威德王     | 위덕왕 威德王     | 위덕왕 威德王     | 위덕왕 威德王     | 위덕왕 威德王     |  |  |  |  |  |  | 혜왕 惠王 | 혜왕 惠王 | 혜왕 惠王 | 혜왕 惠王 | 혜왕 惠王 | 혜왕 惠王 |  |  |  |  |  |  | 매량공주 妹亮公主 | 매량공주 妹亮公主 | 매량공주 妹亮公主 | 매량공주 妹亮公主 | 매량공주 妹亮公主 | 매량공주 妹亮公主 |  |  |  |  |  |  | 미상          | 미상          | 미상          | 미상          | 미상          | 미상          |  |  |  |  |  |  |  |  |  |  |  |  |  |  |  |  |  |  |  |  |  |  |  |  |  |  |
|  |  |                   |                   |                   |                   |                   |                   |  |  |  |  |  |  |      |      |      |      |      |      |  |  |  |  |  |  | 위덕왕 威德王     | 위덕왕 威德王     | 위덕왕 威德王     | 위덕왕 威德王     | 위덕왕 威德王     | 위덕왕 威德王     |  |  |  |  |  |  | 혜왕 惠王 | 혜왕 惠王 | 혜왕 惠王 | 혜왕 惠王 | 혜왕 惠王 | 혜왕 惠王 |  |  |  |  |  |  | 매량공주 妹亮公主 | 매량공주 妹亮公主 | 매량공주 妹亮公主 | 매량공주 妹亮公主 | 매량공주 妹亮公主 | 매량공주 妹亮公主 |  |  |  |  |  |  | 미상          | 미상          | 미상          | 미상          | 미상          | 미상          |  |  |  |  |  |  |  |  |  |  |  |  |  |  |  |  |  |  |  |  |  |  |  |  |  |  |
|  |  |                   |                   |                   |                   |                   |                   |  |  |  |  |  |  |      |      |      |      |      |      |  |  |  |  |  |  |                   |                   |                   |                   |                   |                   |  |  |  |  |  |  |           |           |           |           |           |           |  |  |  |  |  |  |                   |                   |                   |                   |                   |                   |  |  |  |  |  |  |               |               |               |               |               |               |  |  |  |  |  |  |  |  |  |  |  |  |  |  |  |  |  |  |  |  |  |  |  |  |  |  |
|  |  | 아좌태자 阿佐太子 | 아좌태자 阿佐太子 | 아좌태자 阿佐太子 | 아좌태자 阿佐太子 | 아좌태자 阿佐太子 | 아좌태자 阿佐太子 |  |  |  |  |  |  | 조졸 | 조졸 | 조졸 | 조졸 | 조졸 | 조졸 |  |  |  |  |  |  | 임성태자 琳聖太子 | 임성태자 琳聖太子 | 임성태자 琳聖太子 | 임성태자 琳聖太子 | 임성태자 琳聖太子 | 임성태자 琳聖太子 |  |  |  |  |  |  | 법왕 法王 | 법왕 法王 | 법왕 法王 | 법왕 法王 | 법왕 法王 | 법왕 法王 |  |  |  |  |  |  |                   |                   |                   |                   |                   |                   |  |  |  |  |  |  | 목도왕 目圖王 | 목도왕 目圖王 | 목도왕 目圖王 | 목도왕 目圖王 | 목도왕 目圖王 | 목도왕 目圖王 |  |  |  |  |  |  |  |  |  |  |  |  |  |  |  |  |  |  |  |  |  |  |  |  |  |  |

- 왕비 : ?
  - 장남 : 아좌태자
  - 차남 : 조졸 - 위덕왕이 죽은 아들을 위해 탑을 세우고 사리함을 남겼다.
  - 3남 : 임성태자
- 동생 : 혜왕
  - 조카 : 법왕

## 대중 문화속에 나타나는 위덕왕
- 《서동요》 (SBS, 2005년~2006년, 배우:정욱)
- 《신라 화랑》(KBS2, 2016년~2017년, 배우:김민준)
- 《한국사기》(KBS, 2017년~2017년, 배우:박병욱)

## 같이 보기
- 왕흥사
- 신라
  - 진흥왕 (540년 - 576년)
  - 진지왕 (576년 - 579년)
  - 진평왕 (579년 - 632년)
- 고구려
  - 양원왕 (545년 - 559년)
  - 평원왕 (559년 - 590년)
  - 영양왕 (590년 - 618년)
- 왜
  - 긴메이 천황 (539년~571년)
  - 비다쓰 천황 (572년~585년)
  - 요메이 천황 (585년~587년)
  - 스슌 천황 (587년~592년)